# Bloedbad van Maillé
Het Bloedbad van Maillé vond plaats op 25 augustus 1944 in Maillé, Frankrijk. Bij dit bloedbad kwamen 124 van de ongeveer 500 dorpsbewoners om het leven. Onder de slachtoffers bevonden zich 44 kinderen.
Na het Bloedbad van Oradour-sur-Glane was dit de dodelijkste aanslag gepleegd op burgers door de Duitse bezetter op Frans grondgebied tijdens de Tweede Wereldoorlog.

## Achtergrond
In het dorp Maillé, gelegen in het departement Indre-et-Loire, was een verzetsgroep actief die geleid werd door pastoor Henri Péan. Hij werd begin 1944 gearresteerd. De verzetsacties gingen verder en in de zomer van 1944 werden enkele spoorlijnen gesaboteerd. Daarnaast werd er hulp geboden aan een geallieerde piloot en kwam er bij een vuurgevecht tussen het verzet en de bezetters een Duitse militair om het leven.
In de ochtend van 25 augustus 1944 werd het dorp omsingeld door de Wehrmacht. Personen die probeerden het dorp te verlaten werden teruggedreven. Ongeveer veertig tot tachtig SS'ers trokken vervolgens het dorp binnen met machinegeweren, bajonetten en brandbommen. Zij gingen de huizen langs, brachten de bewoners om en staken de huizen vervolgens in brand. Personen die op straat liepen werden doodgeschoten en alle dieren werden afgemaakt. Na de moorden volgde een geweervuur van anderhalf uur dat het dorp volledig verwoestte. De hulpdiensten kwamen pas de volgende dag ter plaatse. De lichamen van de omgekomen dorpsbewoners werden verzameld in een schuur. Op dat moment waren er 122 doden. Een dag later werd nog een levenloos lichaam ontdekt en een ander slachtoffer overleed aan haar verwondingen.
De exacte aanleiding is onbekend, maar heeft mogelijk te maken met de moord op twee Duitse officieren door het Franse verzet. Over de daders van het bloedbad is veel onduidelijkheid. Mogelijk was een reservebataljon van de 17. SS-Panzergrenadier-Division Götz von Berlichingen hierbij betrokken.

## Herdenking

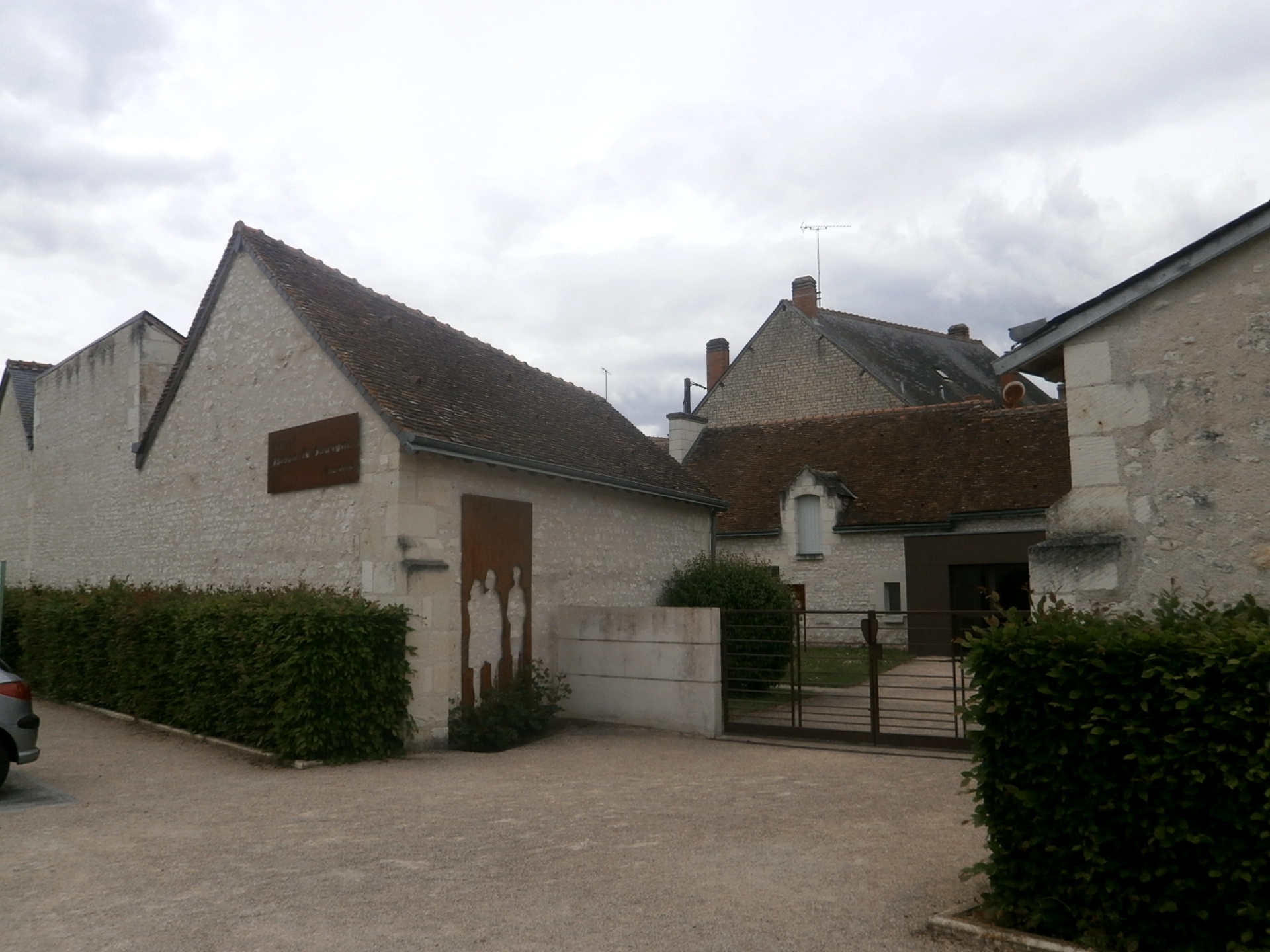
Herinneringscentrum

Het bloedbad van Maillé vond plaats op dezelfde dag als de bevrijding van Parijs, waardoor de gebeurtenissen overschaduwd werden. Om deze reden werd het bloedbad gezien als een "vergeten bloedbad". Na de oorlog werd het dorp opnieuw herbouwd mede dankzij financiële hulp uit Frans-Equatoriaal-Afrika en de Amerikaanse filantropen Kathleen en Girard Hale. In 1994 werd er voor het eerst uitgebreid aandacht besteed aan het bloedbad door middel van een expositie die werd georganiseerd door het archief van het departement Indre-et-Loire. Een jaar later werd de stichting Pour le Souvenir de Maillé (Ter nagedachtenis aan Maillé) opgericht. Sinds 2006 bevindt zich in Maillé een herinneringscentrum.
De Hamburgse procureur-generaal Ullrich Maass bracht in juli 2008 een bezoek aan Maillé en bood namens Duitsland zijn excuses aan voor de gebeurtenissen tijdens de Tweede Wereldoorlog. Maass hield zich sinds 2004 bezig met onderzoek naar het bloedbad. Op 25 augustus 2008 herdacht de toenmalige president Sarkozy het bloedbad.

## Rechtszaak
Over de daders van het bloedbad is veel onduidelijk gebleven. In 1952 werd nazi-onderofficier Gustav Schlüter bij verstek ter dood veroordeeld door een rechtbank in Bordeaux voor zijn betrokkenheid bij het bloedbad. Gezien Frankrijk nooit heeft gevraagd om uitlevering, werd de straf niet uitgevoerd. Hij stierf in Duitsland in 1965.
In 2010 stelden dertig overlevenden van het bloedbad zich burgerlijke partij in een onderzoek naar de gebeurtenissen. Zij deden dit zodat zij toegang konden verkrijgen tot het onderzoeksdossier wat mogelijk antwoord zou kunnen geven op de vraag wie de precieze daders waren.

## Media
Over het bloedbad van Maillé zijn twee documentairefilms met getuigenissen verschenen:
- Maillé, le massacre oublié ("Maillé, het vergeten bloedbad")
- L’Autre 25 août ("De andere 25 augustus")

Ardeatijnse-grotten · Babi Jar · Bleiburg · Bronnaja Gora · Butrimonys · Canicattì · Changjiao · Chatyn · Distomo · Glitiškės · Kamjanets-Podilsky · Katyn · Ležáky · Lidice · Maillé · Malmedy · Nanjing · Oradour-sur-Glane · Paneriai · Sochy · Trhová Kamenice · Tulle · Vinkt · Wereth